# Militärflugplatz Kleine Brogel

i8
i11
i13
Die Vliegbasis Kleine-Brogel (ICAO-Code: EBBL) ist ein Militärflugplatz der belgischen Luftkomponente. Die Basis liegt in der Region Flandern in der Provinz Limburg im Ortsteil Kleine-Brogel von Peer. Sie ist ein Stützpunkt der NATO, der neben den belgischen Luftstreitkräften auch durch die United States Air Force (USAF) genutzt wird.

## Geschichte

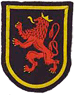
10. Wing

Der Flugplatz Kleine Brogel wurde als Airfield B.90 in der Endphase des Zweiten Weltkrieges Anfang 1945 von den Westalliierten zur Unterstützung des weiteren Vorrückens auf Deutsches Reichsgebiet, besonders die Rheinüberquerung, aus dem Boden gestampft. Nach Beginn des Kalten Krieges wurde die Basis Anfang der 1950er ausgebaut und 1953 durch die Luftstreitkräfte Belgiens übernommen.
Die Basis wurde in Folge Heimat des 10. Geschwaders (10. Wing). Dieses flog in den anschließenden Jahren zunächst parallel die T-33A und bis 1965 die F-84E/G/F. Zwischen Juni 1964 und September 1983 war die F/TF-104G das Haupteinsatzmuster, bevor diese ab 1982 durch die F-16A/B abgelöst wurde. Neben den heute zum 10. Geschwader gehörenden Staffeln, die 349. erst seit 1996, gehörte bis zu ihrer Auflösung 2001 auch noch die 23. Staffel dazu.
Das NATO Tiger Meet, die 31. Staffel ist ein „Tigerverband“ (siehe unteres Foto), fand zwischen 1963 und zuletzt 2009 bereits siebenmal in Kleine Brogel statt, so oft wie an keinem anderen Ort.
Im Hinblick auf die 2018 bestellten F-35A, begann 2024 der hierzu notwendige Ausbau. Hierzu gehören der Komplex für Einsatzplanung und Trainingszentrum, ein besonders geschützter Bereich, und weitere Bereiche für die technische Unterstützung der Luftfahrzeuge, Verwaltung und eine neue Flightline.

## Heutige Nutzung
Die Basis Kleine Brogel ist Heimat des 10. Taktischen Geschwaders (10. Tactische Wing), das heute (2012) mit zwei Einsatz-Staffeln (31. und 349.) sowie einer Umrüsteinheit F-16A/B MLU ausgerüstet ist.
In ihr werden seit 1984 Nuklearsprengköpfe gelagert, die von der 701st Munitions Support Squadron (MUNSS) der USAFE, administrativ dem 52nd Fighter Wing in Spangdahlem unterstehend, bewacht werden.
Der Außenminister Belgiens beteiligte sich 2010 an einem Schreiben an die NATO und die USA, in dem der Abzug der Atomwaffen aus verschiedenen europäischen Ländern verlangt wird.
Für ein europaweites Verbot von Nuklearwaffen protestierten im Februar 2019 die EU-Parlamentsabgeordneten der Fraktion Grüne/EFA Tilly Metz (Luxemburg), Molly Scott Cato (Großbritannien), Michèle Rivasi (Frankreich) und Thomas Waitz (Österreich), indem sie ein Transparent auf der Landebahn entrollten und so auf die permanente Präsenz US-amerikanischer Nuklearsprengköpfe mitten in Europa aufmerksam machten.
Einmal jährlich wird im Rahmen der landesweiten Belgian Air Force Days ein Tag der offenen Tür veranstaltet.